# Yuri Skobov
Yuri Skobov (en ruso: Юрий Георгиевич Скобов; Klímovo, RSFS de Rusia; 13 de marzo de 1949 - 5 de agosto de 2024) fue un esquiador soviético especialista en esquí de fondo.

## Carrera
Participó en dos ediciones de los Juegos Olímpicos de Invierno, la primera de ellas fue en Sapporo 1972 donde participó en la prueba de 10 kilómetros donde terminó en quinto lugar entre 62 participantes, en el evento de 30 kilómetros terminó en el puesto 15 entre 59 participantes, y en el evento de relevo 4 x 10 kilómetros ganó la medalla de oro junto a Vladímir Voronkov, Fiódor Simashov y Viacheslav Vedenin.
Su segunda participación fue en Innsbruck 1976 donde solo participó en la prueba de 15 kilómetros en la que finalizó en el puesto 15 entre 80 participantes.
También participó en el Campeonato Mundial de Esquí Nórdico de 1974 en Falun, Suecia donde logró la medalla de plata en el relevo 4 x 10 kilómetros junto a Ivan Garanin, Fiódor Simashev y Vasili Rochev.